# Kanton Vitry-sur-Seine-Est
Kanton Vitry-sur-Seine-Est is een voormalig kanton van het Franse departement Val-de-Marne. Kanton Vitry-sur-Seine-Est maakte deel uit van het arrondissement Créteil en telde 27.812 inwoners (1999). 
Het werd opgeheven bij decreet van 17 februari 2014 met uitwerking in maart 2015.

## Gemeenten
Het kanton Vitry-sur-Seine-Est omvatte enkel een deel van de gemeente Vitry-sur-Seine.